# Прапор Черкас
Пра́пор Черка́с — офіційний символ міста Черкас затверджений рішенням міської Ради народних депутатів від 26 липня 1995 року.
У цілому, прапор є біло-червоний. Як свідчать аналоги геральдики та взірці прапорів, такого вирішення прапор має унікальний, регіональний характер. Він походить від прадавніх рушників, гаптів і знамен — від кодових знаків предків. Автори сучасного прапора: Данило Нарбут та Микола Теліженко.

## Опис
Прапор являє собою біле полотнище, розміром 1 на 2 метри. Центральною композицією прапора є затверджений герб міста із зображенням на лазуровому тлі золотого козака з рушницею на правому плечі. Низ герба червоний із зображенням срібного летючого коня. Обрамлення герба — це символічне зображення споконвічного древа життя, улюбленого мотиву для всіх слов'янських народів. Характер зображення нагадує традиційну українську вишивку Наддніпрянського регіону. Тут домінують сім великих квіток, що означають магічне число — сім, мотив червоної калини, дубове листя та інше. Вінчає зображення дерева тризуб — символ волі, незалежності і процвітання України. Обрамляє прапор елемент безконечника, що виростає з дерева життя, символ незнищенності людського буття на цім світі. Низова частина, де знаходиться напис «Черкаси», є зображенням пурпурової стрічки із золотими літерами.
Колір орнаментального вирішення прапора червоно-пурпуровий, улюблений колір козаків. На білому тлі розміщені білі вишиті восьмикутні зірки, характерні для орнаментів України. Ще за часів трипільської культури зображення ромба із зерном, або хрестом посередині, означало засіяне хліборобське поле.